# Jorma Panula
Jorma Panula, född 10 augusti 1930 i Kauhajoki, är en finländsk dirigent, tonsättare och lärare i dirigering. 
Panula avlade kantor-organistexamen 1949 vid Sibelius-Akademin, där han 1951–1953 studerade orkesterdirigering för Leo Funtek. Därefter verkade han som teaterkapellmästare och körledare i Lahtis, Tammerfors och Helsingfors. Vid Finlands nationalopera var han engagerad 1961-1963, och därpå till 1965 som ledare för Åbo stadsorkester. Som dirigent för Helsingfors stadsorkester 1965–1972 och för Århus stadsorkester väckte han stor uppmärksamhet bland annat för sina tolkningar av Anton Bruckners och Gustav Mahlers symfonier. 
Under sin tid som professor i dirigering vid Sibelius-Akademin 1973–1993 (tidvis även vid musikhögskolorna i Stockholm och Köpenhamn) förvärvade Panula internationellt anseende som "orkesterpedagog", och har i högsta grad förknippats med "det finländska dirigentundret" genom elever som Esa-Pekka Salonen, Jukka-Pekka Saraste, Tuomas Hannikainen, Osmo Vänskä, Matthias Manasi, Mikko Franck och Susanna Mälkki. I sin undervisning och i sina ställningstaganden har Panula ständigt ställt notbilden och dess praktiska förverkligande i centrum. Han har förespråkat att musikundervisningens tyngdpunkt borde förskjutas från solospel till orkesterarbete. En internationell Jorma Panula-tävling för dirigenter hölls första gången 1999 i Vasa. 
Panula komponerade som den förste en inhemsk musikal: Ruma Elsa (1959), och därefter några operor, bland dem Puukkojunkkarit (1972) och Jaakko Ilkka (1978), dessutom bland annat sånger, körmusik och orkestreringar. 

## Priser och utmärkelser
- 1982 – Pro Finlandia-medaljen[7]
- 1995 – Utländsk ledamot nr 416 av Kungliga Musikaliska Akademien
- 1997 – Schockpriset